# Rashed Chowdhury
Pour les articles homonymes, voir Chowdhury.
Rashed Chowdhury est un ancien officier de l'armée bangladaise qui a été condamné pour son rôle dans l'assassinat du Sheikh Mujibur, le père fondateur et président du Bangladesh,. Il est actuellement un fugitif résidant aux États-Unis.

## Carrière
En 1975, des officiers de l'armée bangladaise insatisfaits avaient prévu de renverser le gouvernement de Sheikh Mujib par un coup d'État militaire, la date choisie étant le 15 août 1975. Le 14 août, les officiers, y compris Chowdhury, se sont réunis pour finaliser le plan. Ils ont attaqué la maison du cheikh Mujib et l'ont tué avec toute sa famille, à l'exception de deux de ses filles qui vivaient à l'étranger, en Allemagne de l'Ouest, le 15 août. Le major Chowdhury faisait partie de l'équipe qui a attaqué la résidence d'Abdur Rab Serniabat et l'a tué. Il a été promu lieutenant-colonel par le régime qui a suivi.
Après un coup d'État avorté le 17 juin 1980, Rashed a été envoyé à la mission diplomatique du Bangladesh au Nigeria, où il a travaillé jusqu'en 1984. Rashed était en poste diplomatique à Tokyo lorsque la Ligue Awami du Bangladesh est arrivée au pouvoir en 1996. Il a quitté son poste et s'est enfui aux États-Unis après que le gouvernement du Bangladesh l'a rappelé. Le gouvernement a saisi 1,15 acre de ses terres à Hajiganj Upazila, dans le district de Chandpur. Le gouvernement du Bangladesh avait officiellement approché le gouvernement des États-Unis pour expulser Rashed.

## Jugement
Le 19 novembre 2009, la Cour suprême du Bangladesh a confirmé le verdict de la Haute Cour qui avait condamné à mort douze personnes, dont Chowdhury.

### Extradition
Rashed a pu obtenir l'asile politique aux États-Unis et le Bangladesh n'a donc pas été en mesure de l'extrader jusqu'à présent Il résiderait }a présent à Los Angeles Il a été chassé d'un programme d'expatriés bangladais à Sacramento, en Californie, en 2015.